# أنتوني لوكاسيفيتش
أنتوني لوكاسيفيتش (بالبولندية: Antoni Łukasiewicz)‏ هو لاعب كرة قدم بولندي في مركز الدفاع، ولد في 26 يونيو 1983 في وارسو في بولندا. شارك مع منتخب بولندا تحت 21 سنة لكرة القدم ومنتخب بولندا لكرة القدم. أما مع النوادي، فقد لعب مع أركا غدينيا وأونياو ليريا وبولونيا وارسو وشلوسك فروتسلاو وغورنيك زابجه ونادي ال كي اس ودز ونادي إلتشي.

## وصلات خارجية
- أنتوني لوكاسيفيتش على موقع قاعدة بيانات كرة القدم.إي يو (الإنجليزية)
- أنتوني لوكاسيفيتش على موقع ناشيونال فوتبول تيمز (الإنجليزية)
- أنتوني لوكاسيفيتش على موقع Soccerway.com (الإنجليزية)
- أنتوني لوكاسيفيتش على موقع عالم كرة القدم.نت (الإنجليزية)